# Аріс Константінідіс
Аріс Константінідіс (грец. Άρης Κωνσταντινίδης, 1913, Афіни — 1993, Афіни) — грецький архітектор-модерніст.

## Біографічні відомості
Аріс Константінідіс народився в Афінах 1913 року. Вивчав архітектуру в Технічному університеті Мюнхена з 1931 по 1936 рік, де тісно контактував із архітектурними концепціями сучасного руху.
Він повернувся до Греції 1936 року і працював на Департамент містобудування міста Афіни і для Міністерства громадських робіт. Він був призначений головою робочої житлової організації, яку очолював впродовж двадцяти років поспіль з 1955 по 1975 рік. паралельно очолював технічну службу Грецької національної туристичної організацією з 1957 по 1967 рік, де він займався плануванням і керував будівництвом масової серії будинків для робітників, а також опікувався загальнонаціональною програмою спорудження готелів «Ксенія». У той самий час Константінідіс створив і реалізував кілька приватних проектів.

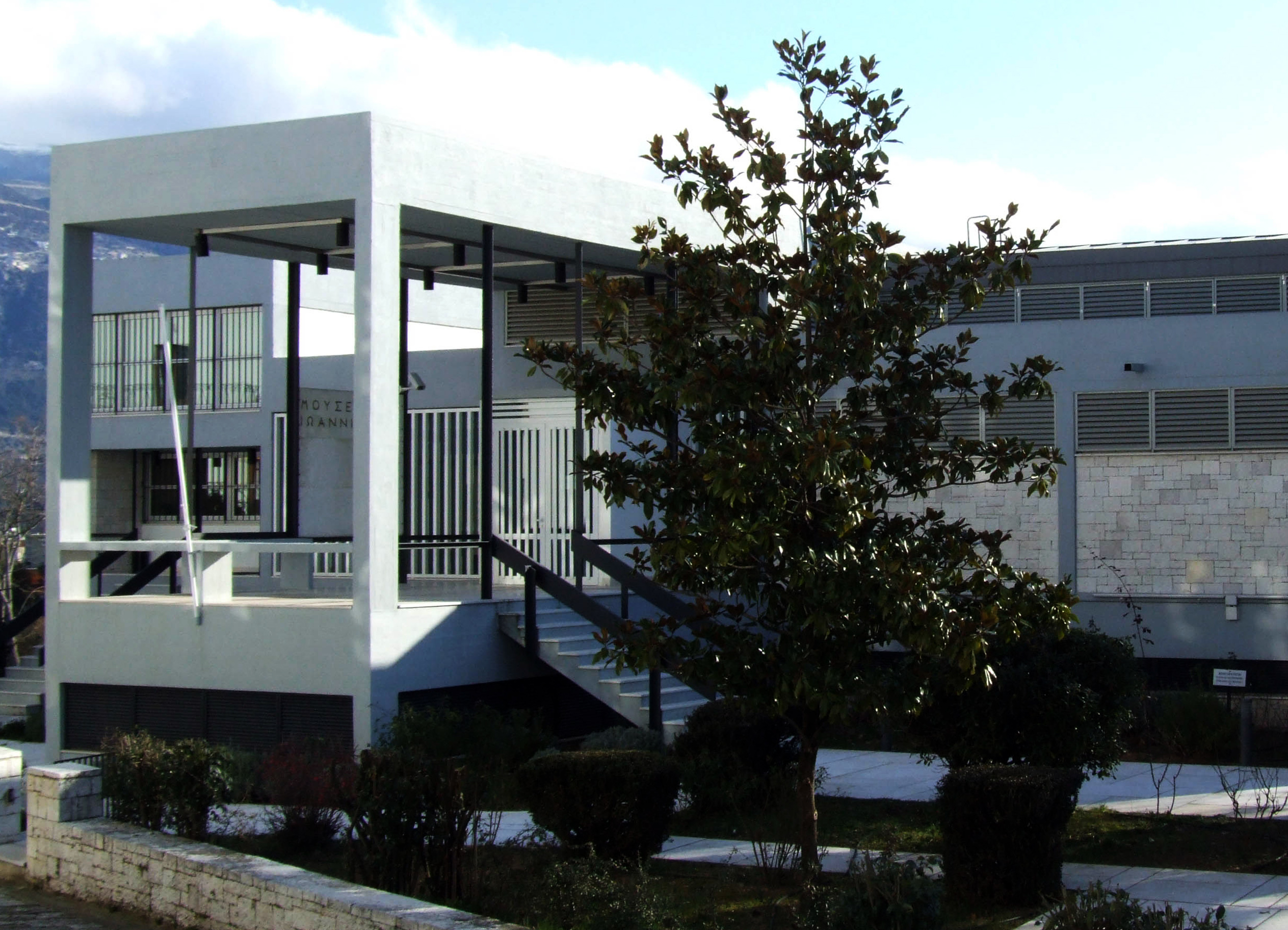
Археологічний музей Яніни, проект Аріса Константінідіса

### Наукова діяльність
Також Аріс Константінідіс займався вивченням «анонімної» народної грецької архітектури, опублікував три монографії на основі досліджень, в яких розглянув конкретні приклади такої архітектури. 1975 році опублікував узагальнюючу працю, присвячену анонімній архітектурі Греції під назвою «Елементи самопізнання — шлях істинної архітектури». У своїй останній книзі, названій «Μελέτες + Κατασκευές» («Дослідження + будівництво») архітектор ще раз підкреслив своє переконання, що анонімні архітектори, а також ландшафт самої Греції, являє собою той фундамент, на якому сучасні архітектурні практики можуть і повинні зосередити основну увагу.
Аріс Константінідіс викладав у Федеральній вищій технічній школі Цюріха як запрошений професор. 1978 року отримав звання почесний докторський ступінь в Університеті Аристотеля в Салоніках. Удостоєний членства в Мюнхенській академії мистецтв.